# Warmgasziehschweißen
Das Warmgasziehschweißen (WZ-Schweißen) bzw. Warmgasfächelschweißen (WF-Schweißen) ist ein Schweißverfahren zum Verbinden von Rohren oder Tafeln aus teilkristallinen (z. B. Polyethylen, Polypropylen, Polyvinylidenfluorid) oder amorphen Thermoplasten (z. B. Polyvinylchlorid). Während Warmgasziehschweißen vorrangig für Kunststofftafeln angewendet wird, nutzt man Warmgasfächelschweißen für Kunststoffrohre. Das Verfahren wird in der  DVS 2207 Teil 3 definiert.

## Verfahrensbeschreibung
Die DVS 2207-3 beschreibt den genauen Arbeitsablauf für das Schweißverfahren. Beim WZ- und WF-Schweißen wird mit Schweißzusätzen (z. B. Rund- oder Profilstab) gearbeitet. Durch ziehende (Warmgasziehschweißen) oder fächelnde (Warmgasfächelschweißen) Bewegungen wird das Grundmaterial sowie der Schweißzusatz mit warmem Gas (meist heiße Luft, selten auch Inertgas) plastifiziert und unter Druck miteinander verbunden. Eine Beurteilung dieser WZ- und WF-Verbindungen erfolgt nach Regelwerk DVS 2202 Teil l, Bewertungsgruppe I, II oder III.

## Anwendungsgebiete
Das Warmgaszieh- bzw. Warmgasfächelschweißen findet seine Anwendung im Behälter-, Rohr- und Lüftungsbau.
In der DVS 2212-1 werden weitere Untergruppen unterschieden:
- Untergruppe I-1 WZ: Hart-Polyvinylchlorid, Tafeln bis 5 mm Dicke, V-Naht
- Untergruppe I-2 WF: Hart-Polyvinylchlorid, Rohre bis 110 mm × 5,3 mm, V-Naht
- Untergruppe I-3 WZ: Polypropylen, Tafeln bis 10 mm Dicke, X-Naht
- Untergruppe I-5 WZ: Polyethylen-HD, Tafeln bis 10 mm Dicke, X-Naht
- Untergruppe I-7 WZ: Polyvinylidenfluorid, Tafeln bis 4 mm, V-Naht

## Schweißtemperaturen
Die Schweißtemperaturen sind abhängig vom Material, der Materialstärke und der Schweißgeschwindigkeit. Richtwerte sind:
| Abk. | Material                              | Temperatur |
| ---- | ------------------------------------- | ---------- |
| ABS  | Acrylnitril-Butadien-Styrol-Copolymer | 350 °C     |
| PP   | Polypropylen                          | 300 °C     |

Bei unbekanntem Kunststoff kann eine Brennprobe helfen diesen zu bestimmen.

## Anwendung
Kunststoffe können nur mit Kunststoffen gleicher Sorte verschweißt werden. Auch der Schweißzusatz muss von gleicher Sorte sein.
Im professionellen Bereich wird das Warmgasziehschweißen beziehungsweise Heißluftziehschweißen insbesondere im Behälterbau zum Verschweißen von Platten durch eine V-Naht verwendet. Für lange Nähte wird ein Extruder eingesetzt, in dem Kunststoffgranulat aufgeschmolzen und als Schweißzusatzstoff ausgestoßen die Naht bildet.

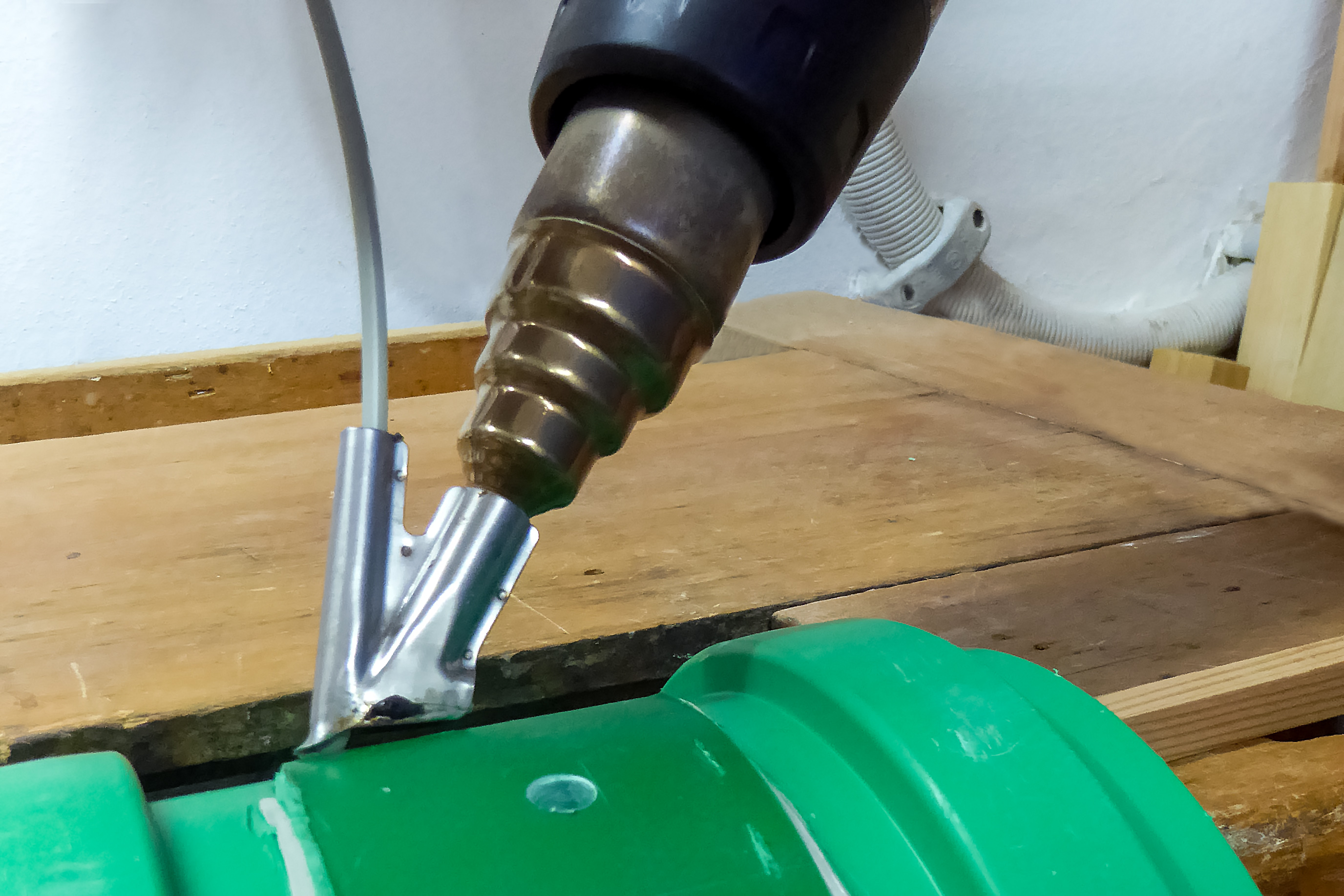
Kunststoffziehschweißen mit temperaturgeregelter Schweißpistole

Im Reparatur- und im Hobbybereich wird eine temperaturgeregelte Heißluftpistole verwendet mit einer Reduzierdüse und einem V-förmigen Schweißschuh. Dabei erhitzt die durch den einen Schenkel zugeführte Heißluft sowohl den durch den anderen Schenkel zugeführten Schweißdraht und das Werkstück bis zum Schmelzen und schweißt die Teile unter Druck zusammen. Manche Kunststoffe entwickeln an der Oberfläche eine Oxydschicht, die den Schweißvorgang behindert und die deshalb vorher mit einer Ziehklinge oder einem Cuttermesser abgeschabt wird.

## Kunststoffschweißlizenz
Wie bei allen Schweißverfahren gibt es verschiedene Lizenzen:
- Lizenz nach DVS 2207-1 mit entsprechender Untergruppe: Berechtigt zum Schweißen von Bauteilen gemäß Untergruppe, jedoch nicht im öffentlichen Gas- und Wassernetz. Die Verlängerungsprüfung muss nach einem bzw. zwei Jahren durchgeführt werden.
- Lizenz nach GW 330: Berechtigt zum Schweißen im öffentlichen Gas- und Wassernetz. Die Verlängerungsprüfung muss nach einem bzw. drei Jahren durchgeführt werden.